# Passage Subé
Le  passage Subé est une galerie marchande du Centre-ville de Reims en France construit sur les ruines de la Grande Guerre.

## Présentation
Ce passage relie sur une longueur d'une centaine de mètres la Rue de l'Étape à la Rue Condorcet.

## Dénomination
Il a été dénommé «passage Subé».

## Histoire
Dans le cadre de la reconstruction après la Grande Guerre, on construit un passage couvert et piétons entre la Place d’Erlon, et la rue de Talleyrand, la rue de l’Étape et la rue Condorcet.
Le passage est innovant par rapport au contexte.
En effet la reconstruction de Reims concerne un nombre très important de dossiers de dommages de guerre.
Pour faciliter les démarches, les propriétaires se regroupent en coopératives.
Le remembrement est encouragé mais peu de projets comportent des remaniements cadastraux.
La construction du passage couvert réalisé par la Coopérative Subé est un ces rares projets.

## Description
Il est constitué en croix avec une branche principale « le Passage Subé » relié en son centre par le « Passage Talleyrand » et la « Galerie d'Erlon ».
Le passage est abrité par des hautes verrières, qui apportent la lumière et protègent des intempéries, imitant les modèles parisiens inventés au début du XIXe siècle.
Elles sont soutenues par une structure métallique.
Les murs sont en ciment armé, enduits façon pierre et enrichis d’éléments décoratifs de style 1925.

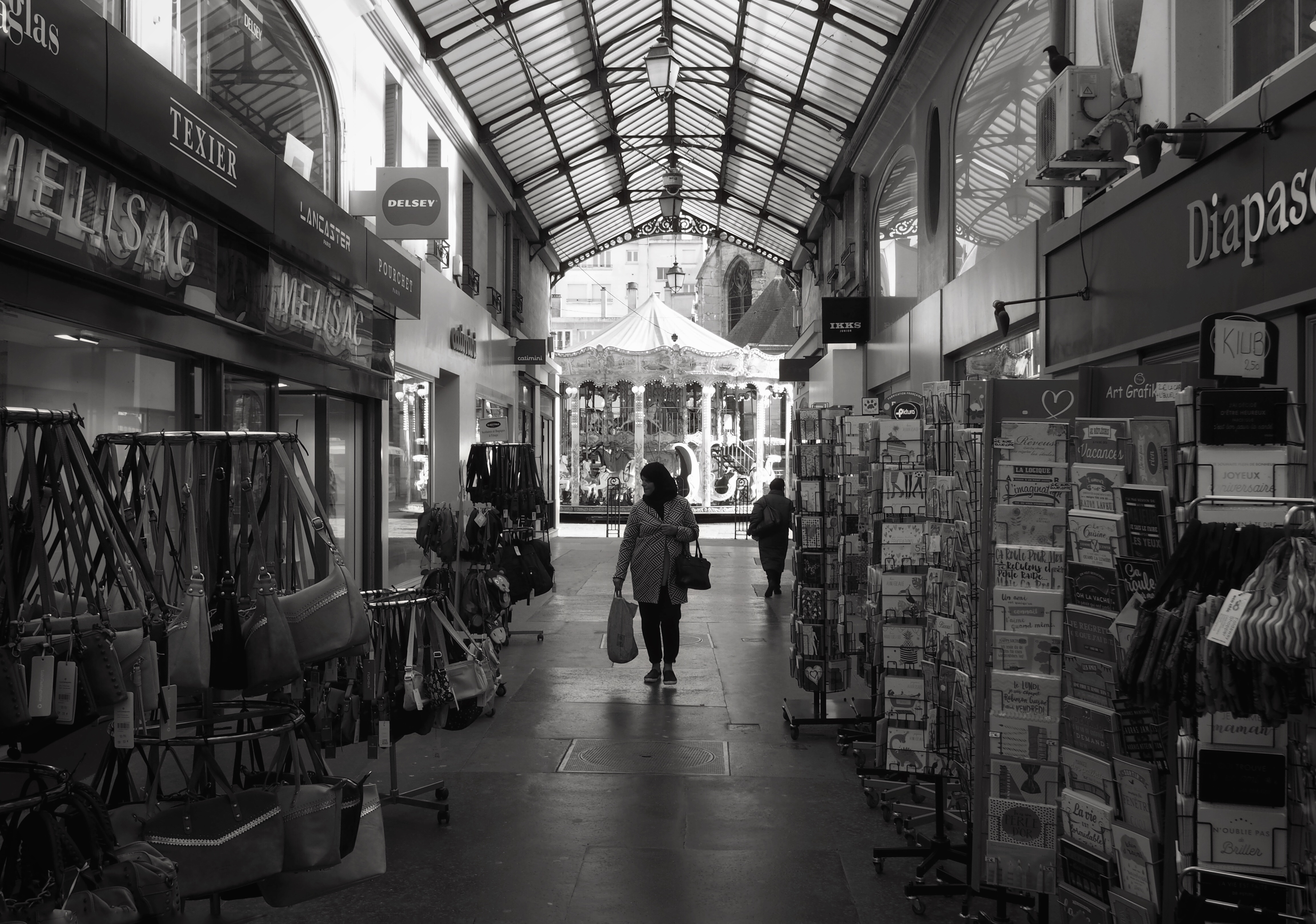
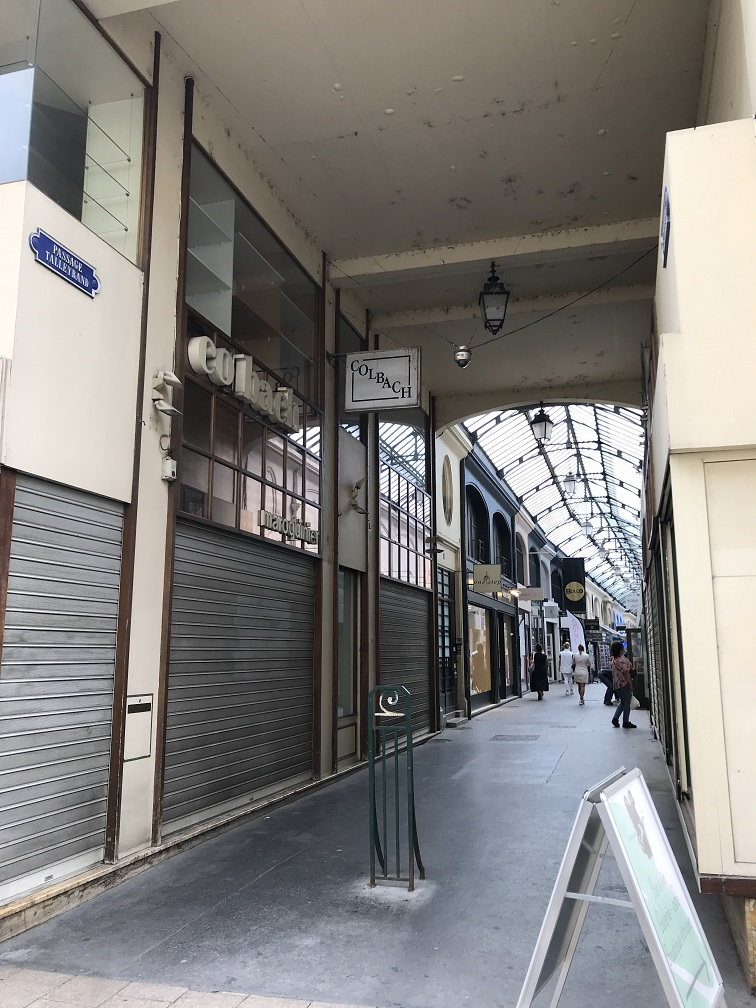